# Olaf III van Noorwegen

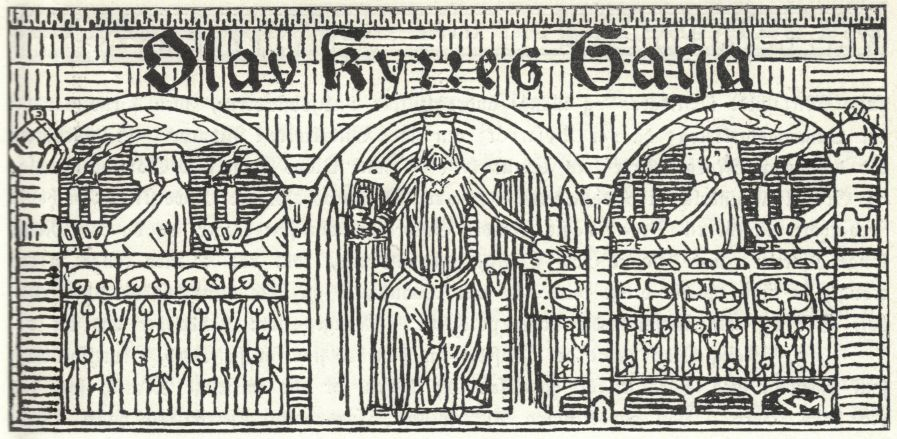
Titelpagina van de saga over Olaf III in de Heimskringla, getekend door Gerhard Munthe (rond 1900)

Olaf III van Noorwegen (ca. 1050 - Håkeby (Tanum), 1093), alias Olaf Haraldsson (zoon van Harald) of Olav Kyrre (de vredige of zwijgzame), was koning van Noorwegen van 1067 tot zijn dood in 1093. Tijdens zijn koningsperiode beleefde Noorwegen een zeldzame periode van vrede. Volgens de overlevering werd Bergen, de op een na grootste stad van Noorwegen, gesticht door Olaf in 1070. In Bergen staat een abstract standbeeld uit 1998 van Olaf te paard.
Tijdens zijn heerschappij versterkte Olaf de macht van de koning en stichtte het systeem van gilden. Ook werd de Noorse wet (Gulatingsloven) waarschijnlijk voor het eerst op schrift gesteld. Olaf verbeterde de relatie met de paus en stichtte nieuwe bisdommen en kerken in Bergen en Nidaros (Trondheim). Hij was de eerste Noorse koning die leerde lezen. Hij werd begraven in Nidaros.
Olaf was de zoon van Harald III (Hardråde) en Tora Torbergsdatter. Samen met zijn vader nam hij deel aan een Vikingeninvasie van Engeland in 1066, maar het is niet zeker of hij ook vocht in de Slag bij Stamford Bridge, die het einde van het Vikingtijdperk inluidde. Toen zijn vader in deze slag omkwam, deelde Olaf het koninkrijk met broer Magnus II (Magnus Haraldsson) tot Magnus in 1069 op jonge leeftijd stierf.
Olaf sloot vrede met de Engelse koning, Willem de Veroveraar. Ook sloot hij vrede met de Deense koning Svend Estridsen, die aanspraak op de Noorse troon maakte, en trouwde met Svends dochter Ingerid. Olaf en Ingerid kregen geen kinderen. Zijn opvolger, Magnus III, bijgenaamd Magnus Berrføtt (Magnus Barrevoets), was een onechte zoon van Olaf.
De twaalfde-eeuwse hofdichter Snorri Sturluson schreef een saga over Olaf in de Heimskringla, die over de historie van de Noorse koningen verhaalt.